# Hillcrest Park
Der Hillcrest Park ist ein Park im Stadtbezirk Riley Park-Little Mountain von Vancouver, British Columbia. Auf dem Gelände des Parks befindet sich das Nat Bailey Stadium, Heimstadion des Vancouver Canadians Baseball-Club und das Millennium Sports Centre, die Heimat mehrerer Sportvereine. Außerdem wurden in einer damals neugebauten Eisarena die Curling-Wettbewerbe der Olympischen Winterspiele und der Winter-Paralympics 2010 ausgetragen.
Die Bauarbeiten an der Eishalle, die sich direkt neben dem Millennium Sports Centre auf dem Platz der heutigen Curlinghalle befindet, begannen im März 2007 und waren im Februar 2009 abgeschlossen. Nach Angaben der Veranstalter war der vier Kilometer vom olympischen Dorf entfernt gelegene Park leicht mit öffentlichen Verkehrsmitteln zu erreichen.
Seit den Olympischen Spielen wird die Halle als Mehrzweck-Eisstadion genutzt, da sich neben den sechs bis acht Curling-Bahnen auch ein Eishockeyfeld, eine Sporthalle sowie eine Bibliothek im Gebäudekomplex befindet. Wie schon in der vorher bestehenden Halle wird der Vancouver Curling Club seine Partien im Hillcrest Park bestreiten.